# Балу
Балу (англ. Baloo, гінді भालू) — один з головних персонажів «Книги джунглів» та «Другої книги джунглів» Редьярда Кіплінга. Балу — ведмідь, є строгим учителем дитинчат вовчої зграї. Його найскладнішим учнем є «людина-дитинча» Мауглі. Балу та пантера Багіра рятують Мауглі від тигра Шерхана та намагаються навчити Мауглі Закону джунглів. За словами автора, ім'я персонажа було запозичено з мови гінді, на якій «ведмідь» пишеться як Бар-лу з наголосом на першому складі.